# Halltown (Missouri)
Halltown è un villaggio degli Stati Uniti d'America, situato nello Stato del Missouri, nella contea di Lawrence.